# Bolesław Babski
Bolesław Babski (ur. 12 grudnia 1900 w Sobótce k. Opatowa, zm. 7 września 1939 w Warszawie) – polski prawnik i publicysta związany z ruchem ludowym, poseł na Sejm II Rzeczypospolitej.

## Życiorys

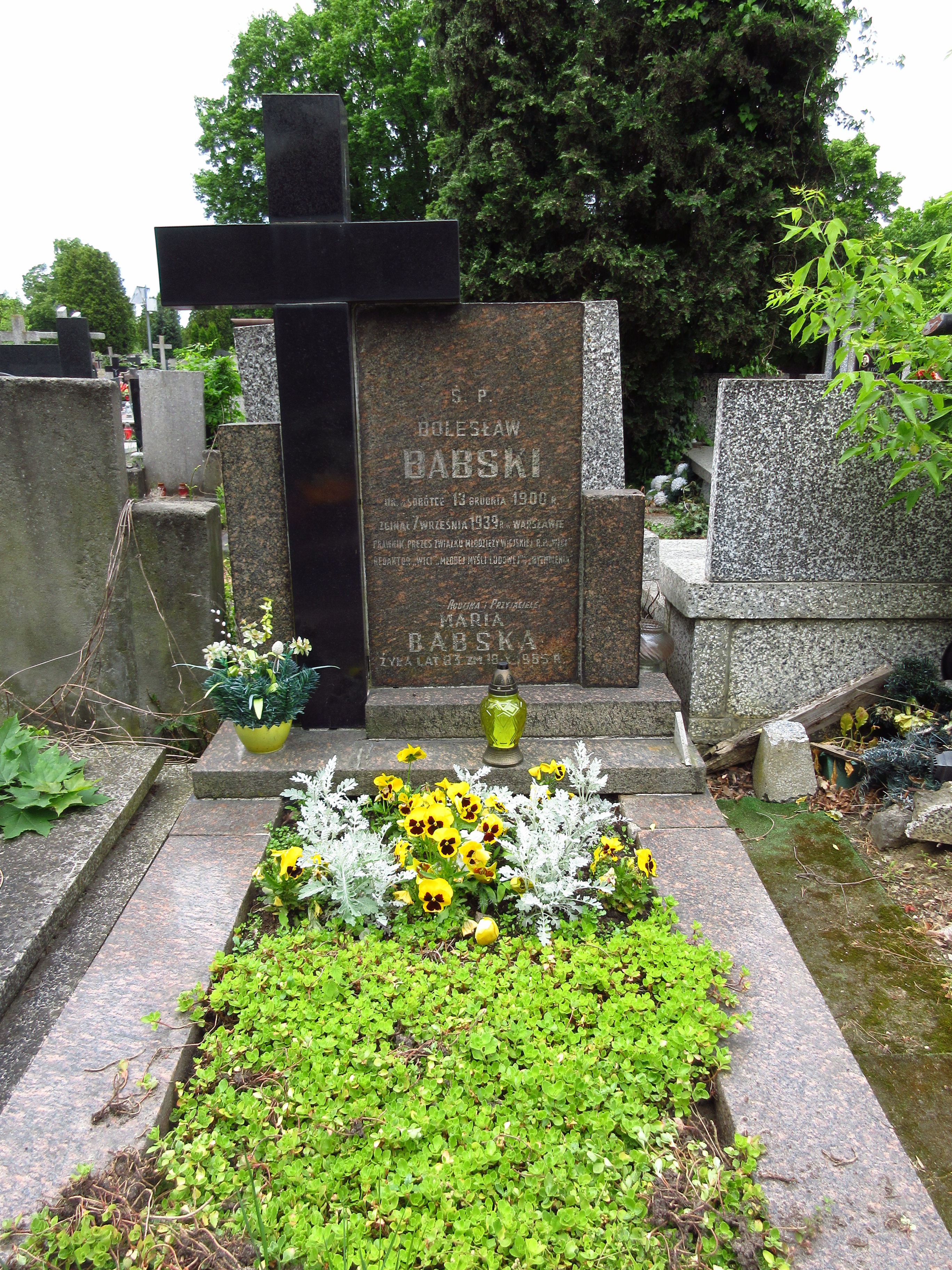
Grób Bolesława Babskiego na cmentarzu Bródnowskim

W 1920 ukończył gimnazjum państwowe w Sandomierzu, a w 1926 studia na Wydziale Prawa Uniwersytetu Warszawskiego, uzyskując tytuł magistra praw.
Był członkiem Polskiej Organizacji Wojskowej, współorganizował również struktury Związku Młodzieży Wiejskiej w powiatach sandomierskim i opatowskim. Od 1922 pracował w redakcji „Siewu” (organu prasowego ZMW), w 1925 został jego redaktorem naczelnym. Był także współzałożycielem Polskiej Akademickiej Młodzieży Ludowej. W latach 1922–1923 i 1933–1935 pełnił funkcję prezesa organizacji oraz pierwszego redaktora jej organu prasowego – „Młodej Myśli Ludowej”, a w 1928 został redaktorem „Wici” (organu ZMW). W latach 1925–1931 był członkiem PSL „Wyzwolenie” (od 1928 zasiadał w zarządzie głównym partii i był współredaktorem pisma „Wyzwolenie”), a w późniejszym okresie Stronnictwa Ludowego. W 1928 bez powodzenia kandydował do Sejmu, a od 1930 do 1935 sprawował mandat posła na Sejm RP III kadencji. Od 1933 do 1935 był prezesem ZMW i członkiem rady naczelnej SL, a w 1936 został prezesem zarządu powiatowego SL w Opatowie. Współorganizował Uniwersytet Ludowy w Gaci pod Przeworskiem.
Publikował artykuły krytykujące politykę społeczną rządów sanacji. Od 1929 prowadził kancelarię adwokacką w Warszawie i Opatowie. W 1937 był obrońcą w procesie uczestników strajku chłopskiego. Zginął w niemieckim nalocie na Warszawę we wrześniu 1939. Spoczywa na cmentarzu Bródnowskim (kw. 42I-3-16).

## Życie prywatne
Syn Jana i Marianny (z domu Sobczyk). Mąż Marii (z domu Otko), więzionej na Pawiaku i w obozach koncentracyjnych, działaczki Związku Nauczycielstwa Polskiego, Chłopskiego Towarzystwa Przyjaciół Dzieci i Zjednoczonego Stronnictwa Ludowego.